# Hubneria affinis
Hubneria affinis är en tvåvingeart som först beskrevs av Fallen 1810.  Hubneria affinis ingår i släktet Hubneria och familjen parasitflugor. Arten är reproducerande i Sverige. Inga underarter finns listade i Catalogue of Life.